# Моравац, Ранко
Ранко Моравац (серб. Ранко Моравац/Ranko Moravac; 25 января 1995, Нови-Сад) — сербский футболист, полузащитник клуба «Марибор».

## Карьера
Ранко переехал в Словению летом 2010 года вместе со своим отцом и отправился в академию ФК «Марибор». Первые игры за новый клуб стал проводить в июле 2011 года. Так как Моравацу не было 18 лет и он был иностранцем, играть в официальных матчах Ранко не мог и выходил на поле только в товарищеских матчах. Долгожданный дебют в основном составе Марибора состоялся 20 апреля 2013 года в гостевом матче премьер-лиги против «Копера». Ранко вышел на поле на 67-й минуте встречи. Однако помочь команде уйти от поражения не смог. Итоговый счёт 1:2.
Ранко сыграл 3 матча за сборную Сербии до 16 лет.

## Достижения
Марибор
- Чемпион Словении: 2013/14